# Gare de Mohon
La gare de Mohon est une gare ferroviaire française de la ligne de Soissons à Givet, située à Mohon sur le territoire de la commune de Charleville-Mézières, dans le département des Ardennes en région Grand Est.
Elle est mise en service en 1858 par la Compagnie des chemins de fer des Ardennes.
C'est une halte voyageurs de la Société nationale des chemins de fer français (SNCF) desservie par des trains régionaux TER Grand Est.

## Situation ferroviaire
Établie à 150 m d'altitude, la gare de Mohon est située au point kilométrique (PK) 140,642 de la ligne de Soissons à Givet, entre les gares ouvertes de Poix-Terron et de Charleville-Mézières. Elle est également l'origine de la ligne de Mohon à Thionville.

## Histoire
La station de Mohon est mise en service le 15 septembre 1858 par la Compagnie des chemins de fer des Ardennes, lorsqu'elle ouvre à l'exploitation la section de Rethel à Charleville.
Elle dispose d'un bâtiment voyageurs de type D construit par la Compagnie des chemins de fer de l'Est.

Elle dispose également de deux rotondes qui servaient autrefois pour le remisage de locomotives à vapeur. Actuellement une rotonde sert à abriter des engins et du matériel ancien, en étant une annexe du Musée ferroviaire de Mulhouse, la Cité du train.

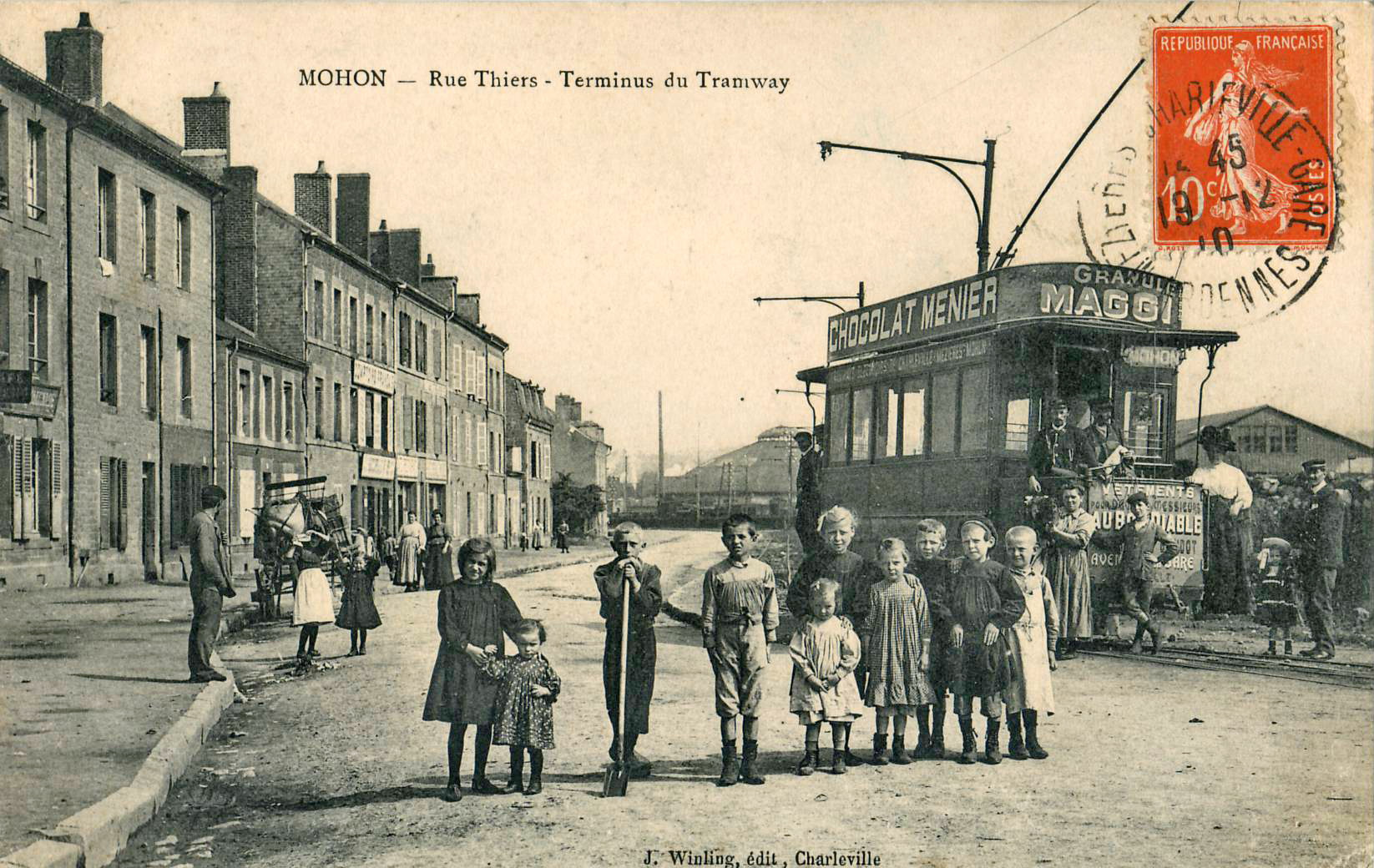
Le tramway de Charleville-Mézières à son terminus de la gare de Mohon, avant la Première Guerre mondiale.
On distingue au second plan l'une des deux rotondes du dépôt de Mohon.

## Fréquentation
Selon les estimations de la SNCF, la fréquentation annuelle de la gare figure dans le tableau ci-dessous
.
| Année     | 2015   | 2016   | 2017   | 2018   | 2019   | 2020  | 2021  | 2022   | 2023   | 2024   |
| --------- | ------ | ------ | ------ | ------ | ------ | ----- | ----- | ------ | ------ | ------ |
| Voyageurs | 17 313 | 13 664 | 17 574 | 12 387 | 13 533 | 5 904 | 8 285 | 12 787 | 14 606 | 13 412 |

## Service des voyageurs

### Accueil
Halte SNCF, c'est un point d'arrêt non géré (PANG) à entrée libre.

### Desserte
Mohon est desservie par des trains du réseau TER Grand Est (relations de Reims à Sedan et de Charleville-Mézières à Longwy).

### Intermodalité
Un parking pour les véhicules est aménagé.

## Service des marchandises
Cette gare est ouverte au service du fret.